# Maeil Business Newspaper
Maeil Business Newspaper è il principale quotidiano economico della Corea del Sud. Nel 2001 aveva una tiratura di circa 900.000 copie. Il presidente della casa editrice che pubblica il giornale è Chang Dae-hwan.
La casa editrice Maekyung Media Group ospita anche l'annuale World Knowledge Forum.
La prima edizione del giornale fu pubblicata il 24 marzo 1966 e contava 12 pagine nel suo numero inaugurale.